# آناندامید
آناندامید (ANA) (به انگلیسی: Anandamide) با فرمول شیمیایی C۲۲H۳۷NO۲ یک ترکیب شیمیایی با شناسه پاب‌کم ۵۲۸۱۹۶۹ است. که جرم مولی آن ۳۴۷٫۵۳ گرم بر مول می‌باشد.
آنانداماید در پروسه خوردن غذا و حافظه و خواب و لذت از جماع حاملگی و ورزش و تمامی مسائلی که به لذت مربوط می‌شود دخیل است. خوردن غذای چرب باعث ترشح آناداماید از کبد شده و به این دلیل شما از خوردن لذت می‌برید. تحقیقات جدید نشان می‌دهد که بر اثر دویدن و دوچرخه سواری ماده اناندامید در خون انسان افزایش می‌یابد که باعث ایجاد نشاط در انسان می‌شود همچنین این ماده باعث بازشدن عروق بدن و قلب می‌شود